# Roszczyce
Roszczyce [pronunciación en polaco: /rɔʂˈt͡ʂɨt͡sɛ/] (en alemán: Roschütz) es un pueblo en el distrito administrativo de Gmina Wicko, dentro del Distrito de Lębork, Voivodato de Pomerania, en el norte de Polonia. Se encuentra aproximadamente 8 kilómetros del noreste de Wicko, 18 kilómetros al norte de Lębork, y 71 kilómetros al noroeste de la capital regional, Gdańsk.
Para más detalles de la historia de la región, véase Historia de Pomerania.
El pueblo tiene una población de 203 habitantes.